# 景壽春
景壽春（1790年—1850年），字芥庵，貴州興義府城內人，清朝政治人物。

## 生平
嘉庆十五年（1810年）举人。道光六年（1826年）大挑一等，署苏州府督粮同知，以赈灾有法，署镇洋县事。道光九年（1829年）八月，署宜興縣知縣。道光十一年（1831年），调署丹徒县知县。十四年，调补长洲县知县。十六年（1836年），升通州知州。道光二十年（1840年），升徐州府知府。道光三十年（1850年）卒于官。